# 高田村 (青森県)
高田村（たかだむら）は、かつて青森県にあった村。

## 地理
- 河川：荒川

## 沿革
- 1889年（明治22年）4月1日 - 町村制施行により東津軽郡高田村、小館村、入内村、大谷村、野沢村、小畑沢村が合併し、高田村が発足。
- 1955年（昭和30年）1月1日 - 青森市に編入され消滅。

## 教育
- 高田中学校
- 高田小学校
- 中野坂小学校（1954年（昭和29年）5月1日に野沢小学校と改称）

## 金融
- 陸奥高田郵便局